# Тернова (Липецька сільська громада)
Тернова́ — село в Україні, належить до Липецької сільської територіальної громади Харківського району Харківської області. Населення становить 0 осіб. Орган місцевого самоврядування — Липецька сільська рада.

## Географія
Село Тернова знаходиться між річками Муром (6 км) і Сіверський Донець (9 км). На відстані 2,5 км розташоване село Варварівка (Рубіжненська сільська рада). До села примикає кілька лісових масивів, у тому числі ліс Заломний (дуб). За 2 км проходить кордон з Росією.

## Історія
За даними на 1864 рік у казеній слободі Графськосільської другої волості Вовчанського повіту мешкало 1607 осіб (887 чоловічої статі та 892 — жіночої), налічувалось 281 дворове господарство, існували православна церква та поштова станція.
Станом на 1914 рік кількість мешканців села зросла до 4149 осіб.
Під час організованого радянською владою Голодомору 1932—1933 років помер щонайменше 301 житель села.

### Російсько-українська війна
12 вересня 2022 року село звільнене від російської окупації воїнами 14-ї окремої механізованої бригади Збройних сил України.

## Відомі люди
- Ветухів Олексій Васильович — мовознавець, етнограф, батько Михайла Ветухіва.
- Маслов Іван Степанович — літературознавець, прозаїк, публіцист.